# Руска, Эрнст Август

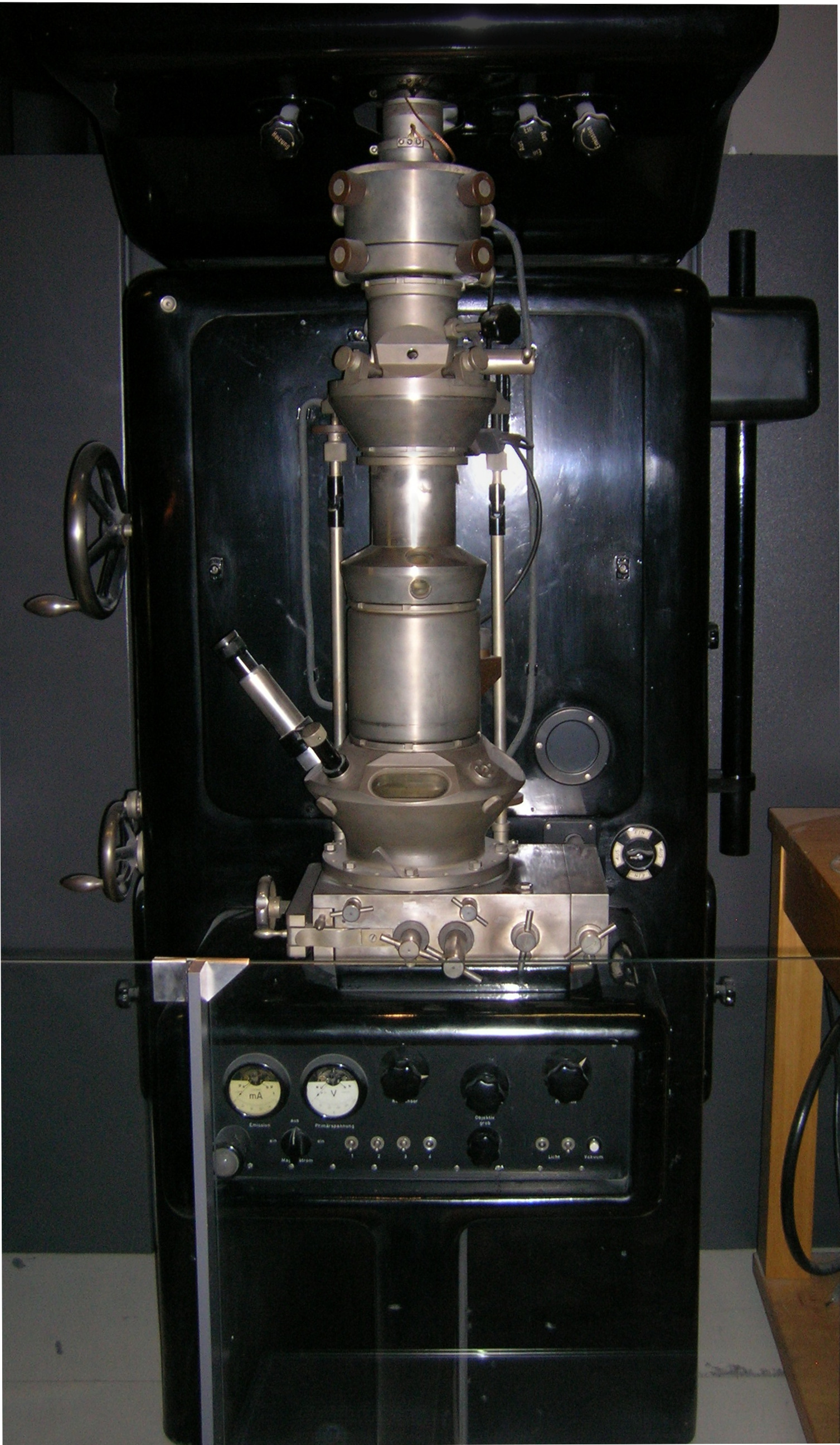
Электронный микроскоп, сконструированный Эрнстом Руской в 1933 году

Эрнст Август Фридрих Руска (нем. Ernst August Friedrich Ruska; 25 декабря 1906, Гейдельберг — 27 мая 1988, Западный Берлин) — создатель электронного микроскопа, лауреат Нобелевской премии по физике за 1986 год (половина премии «за работу над электронным микроскопом», вторую половину премии получили Герд Бинниг и Генрих Рорер «за изобретение сканирующего туннельного микроскопа»).

## Ранние годы
Эрнст был пятым ребёнком в семье Юлиуса Руски, историка науки. Дядя Эрнста Макс Вольф был астрономом, возглавлял обсерватории в Кёнигстуле, недалеко от Гейдельберга. Его крестный отец, Август Копф, был директором Института астрономических расчетов в Берлине, двоюродный брат Альфреде Хоче был профессором психиатрии. Дед по материнской линии Альфред Мерке был теологом. Большое впечатление на Эрнста и его младшего брата Гельмута еще в раннем детстве произвели телескопы обсерватории в Кёнигстуле. В доме Эрнста у его отца была комната для научных увлечений: минералогии, ботаники и зоологии. Также у отца дома был большой цейссовский микроскоп, который детям было строго запрещено самостоятельно трогать, при этом иногда, под контролем, отец показывал своим детям интересные вещи под этим микроскопом.
Обучался  в Гимназии курфюрста Фридриха в Гейдельберге. В школьные годы Эрнст приобрел весьма основательные познания по физике от своего преподавателя Карла Рейнига. Также у этого же учителя в этой же школе на два года старше Эрнста учился в будущем известный физик Вальтер Эльзассер, "отец" теории магнитного динамо Земли.

## Работы
Прототип первого электронного микроскопа, состоящий из двух последовательно расположенных магнитных линз, был представлен Руской и М. Кноллем 9 марта 1931 года. При 400-кратном увеличении этот прибор был значительно менее мощным, чем современные оптические микроскопы, но он показал принципиальную возможность использования соленоида в качестве линзы для пучка электронов, что позволяет получать увеличенное изображение изучаемых объектов. В 1933 году Руска построил вариант электронного микроскопа, разрешающая способность которого позволяла определять детали размером в 500 ангстремов, что превышало возможности оптических микроскопов. После защиты докторской диссертации в 1933 году Руска становится сотрудником телевизионной компании в Берлине и занимается усовершенствованием технологии производства телевизионных трубок. В 1937 году он в должности инженера-электрика фирмы Siemens принимает участие в разработке первого в мире коммерческого массового электронного микроскопа. Этот прибор с разрешающей способностью в 100 ангстремов впервые поступил на рынок в 1939 году.
В 1980-х профессор Эрнст Руска работал в Институте Фрица Хабера Общества Макса Планка, Западный Берлин.

## Награды и признание
- Премия Альберта Ласкера за фундаментальные медицинские исследования (1960)
- Медаль Рудольфа Дизеля[нем.] (1968)
- Премия Пауля Эрлиха и Людвига Дармштадтера[нем.] (1970)
- Медаль и премия Дадделла (1975)
- Медаль Котениуса (1975)
- Медаль Роберта Коха (1986)
- Нобелевская премия по физике (1986)

В его честь названа премия Эрнста Руска.

## В астрономии
Астероид (1178) Ирмела, открытый 13 марта 931 года немецким астрономом Максом Вольфом назван в честь жены Эрнста Руски Ирмелы

## Публикации
- Э. Руска. Развитие электронного микроскопа и электронной микроскопии: Нобелевская лекция. // УФН, Т. 154, № 2 (1988).
- Э. Руска. Развитие электронного микроскопа и электронной микроскопии: Нобелевская лекция. // Атомы «глазами» электронов. — М.: Знание, 1988.